# Cléry, Savoie
Cléry là một xã thuộc tỉnh Savoie trong vùng Rhône-Alpes ở đông nam nước Pháp. Xã này nằm ở khu vực có độ cao từ 400-1851 mét trên mực nước biển.
Sông Chéran tạo thành ranh giới phía tây thị trấn.